# Tangba, Chongqing
Tangba (kinesiska: 塘坝) är en köping i sydvästra Kina. Den ligger i stadsdistriktet Tongnan i storstadsområdet Chongqing, omkring 90 kilometer nordväst om det centrala stadsdistriktet Yuzhong. Antalet invånare är 45 385. Befolkningen består av 22 358 kvinnor och 23 027 män. Barn under 15 år utgör 19,0 %, vuxna 15-64 år 67 %, och äldre över 65 år 12,0 %.